# Pteropus aldabrensis
La volpe volante di Aldabra (Pteropus aldabrensis True, 1893) è un pipistrello appartenente alla famiglia degli Pteropodidi, endemico dell'atollo di Aldabra, nell'Oceano Indiano.

## Descrizione

### Dimensioni
Pipistrello di grandi dimensioni, con la lunghezza della testa e del corpo tra 229 e 235 mm, la lunghezza dell'avambraccio tra 128 e 141 mm, la lunghezza delle orecchie tra 24 e 27 mm, un'apertura alare fino a 1,029 m e un peso fino a 395 g.

### Aspetto
La pelliccia è soffice e setosa. Le parti dorsali sono marroni scure con la base dei peli grigiastra, cosparse di peli argentati sui fianchi lungo l'attaccatura delle ali, le spalle sono arancioni-brunastre, mentre le parti ventrali sono giallo-brunastre con la base dei peli bruno-nerastra. Il muso è lungo, affusolato e nerastro, gli occhi sono grandi. Le orecchie sono lunghe e con una profonda concavità sul margine posteriore sotto l'estremità appuntita. Le membrane alari sono attaccate lungo i fianchi del corpo. La tibia è priva di peli. È privo di coda, mentre l'uropatagio è ridotto ad una sottile membrana lungo la parte interna degli arti inferiori.

## Biologia

### Comportamento
Si rifugia in piccoli gruppi con meno di 100 individui tra le fronde delle palme da cocco e tra il denso fogliame degli alberi delle Mangrovie.

### Alimentazione
Si nutre di frutti di specie native di Ficus, Calophyllum inophyllum, Terminalia catappa, Mystroxylon aethiopicum, e fiori di Palme da Cocco e Agave sisalana. È stato osservato nutrirsi anche di foglie di Avicennia marina.

### Riproduzione
Sono stati osservati accoppiamenti a marzo, giugno, ottobre e gennaio, sebbene femmine con piccoli siano state riportate soltanto a dicembre e gennaio. 

## Distribuzione e habitat
L'areale di questa specie è ristretto all'atollo di Aldabra, a sud-ovest delle Seychelles, nell'Oceano Indiano occidentale. Probabilmente è presente anche sul vicino atollo di Cosmoledo.
Vive in tutti i tipi di vegetazione dell'isola, con prevalenza di alberi del genere Casuarina, in mangrovie e nelle piantagioni di palma da cocco.

## Tassonomia
In accordo alla suddivisione del genere Pteropus effettuata da Andersen, P. aldabrensis è stato inserito nello P. rufus species Group, insieme a P. rufus stesso, P. seychellensis, P. niger e P. voeltzkowi. Tale appartenenza si basa sulle caratteristiche di avere una membrana interfemorale molto sviluppata e sulla presenza di un ripiano basale nei premolari.

## Conservazione
La IUCN Red List, considerato che il suo areale limitato può essere minacciato da un evento catastrofico come un tifone o dall'innalzamento del livello medio del mare, classifica P. aldabrensis come specie vulnerabile (VU).